# Wilhelm Schomburg
Caspar Heinrich Wilhelm Schomburg (* 16. April 1870 in Holte/Kreis Osnabrück; † 14. Dezember 1940 in Rostock) war ein deutscher Stadtgärtner und Stadtgartendirektor.

## Leben
Wilhelm Schomburg war ein Sohn des Köhlermeisters und Försters Heinrich Wilhelm Schomburg und dessen Frau Anna Marie, geborene Althoff. Nach einer von 1885 bis 1888 in Osnabrück absolvierten Gärtnerlehre arbeitete er als Gärtnergehilfe in mehreren Gartenbaubetrieben, etwa in Köstritz, Gera, Saalfeld und Madlitz (bei Frankfurt/Oder). Er war Pflanzenkultivator und später Obergehilfe in der Königlichen Hofgärtnerei am Neuen Palais bei Potsdam. In Potsdam heiratete er am 2. Oktober 1903 (Marie Luise) Martha, geborene Lier (* 1884).
1904 wurde ihm die Stelle des Stadtgärtners in Rostock übertragen. Unter seiner und des Stadtbaudirektor Tessendorfs Leitung erfolgte bis 1910 die Umgestaltung des Wildgartens in den Barnstorfer Anlagen zum Wild- und Dendrologischen Garten (heute Zoologischer Garten). Ab 1911 oblag ihm die Entwurfsplanung für den 1912 eröffneten Neuen Friedhof auf der Damerower Feldmark. 1913 erhielt er von der Stadt Rostock den erstmals vergebenen Amtstitel „Stadtgartendirektor“. Nach der Eröffnung des Neuen Friedhofs erfolgte nach seinen Plänen die Umgestaltung des (nunmehr) Alten Friedhofs zu einem Landschaftspark, dem heutigen „Lindenpark“. Von 1919 bis 1932 war Schomburg Vorsitzender der Landesgruppe Pommern-Mecklenburg der Deutschen Gesellschaft für Gartenkunst e. V.
Da Schomburg durch die Übernahme von Privataufträgen mehrfach gegen die Dienstvorschriften verstieß, kam es zum Gerichtsverfahren und von 1924 bis 1926 zur Amtsenthebung. 1928 folgte die Eröffnung des Kurhauses und des nach seinen Plänen neu gestalteten Kurparks und Kurhausgartens in Warnemünde und die Errichtung eines Ehrenfriedhofs auf dem Neuen Friedhof. 1931 konnte er die Dahlienschau nach Rostock holen, für die er den Dahliengarten im Zoologischen Garten neu gestaltete.
Wegen eigenmächtiger Etatüberschreitungen kam es 1931 erneut zu einem Disziplinarverfahren. Es endete 1933 mit seiner Entlassung und Kürzung des Ruhegehalts um ein Drittel. Wilhelm Schomburgs Grabstätte befindet sich auf „seinem“ Neuen Friedhof in Rostock im Feld Od 96.

„S. hat mit seinem Wirken viele, die Stadt bis heute prägende Anlagen und Plätze geschaffen, die dank der Denkmalschutzverordnung erhalten blieben bzw. wiederhergestellt werden konnten […]“